# (73452) 2002 NS33
(73452) 2002 NS33 – planetoida z pasa głównego asteroid okrążająca Słońce w ciągu 5,11 lat w średniej odległości 2,97 j.a. Odkryta 13 lipca 2002 roku.